# ウズラカメムシ
ウズラカメムシ（鶉亀虫、学名：Aelia fieberi）はカメムシ科に属する昆虫の1種。やや細長い体形で背面に縦筋模様を持ち、イネ科の雑草の穂によく見られるもので、イネや麦などに加害することもある。

## 特徴
体長9mm程度の中型のカメムシ。全体に淡黄褐色で淡黒色の縦筋が背面を走る。頭部は大きくて前方に向けて細くなって突き出しており、側面から見るとその先端は下向きになっている。頭部の背面にはその側面の縁沿いと中央に2本、淡黒色の縦筋模様がある。複眼はとても小さい。前胸背は幅広くなっており、その側面の縁は淡黄色になっている。この淡黄色の部分に沿ってその内側に淡黒色の部分があり、また中央寄りの部分には頭部中央の二条に続く形で淡黒色の条斑が並ぶ。この縦向きの条斑は後方に向かって幅広くなり、同時にやや曖昧になる。小楯板は大きくてその後方末端は丸くなっている。その基部側の側面の縁部分は黒くなっており、中央近くには淡い黒色をした1対の縦筋斑があり、これは後方で互いに接する。前翅はその先端が腹部の末端に達している。その革質部は前の縁沿いが淡い褐色でそれ以外は淡い黒色となっている。膜質部は無色。体の下面および歩脚は淡黄褐色をしており、腹部の各節の中央に二点、気門とその下方の一点が黒い。
幼虫では成虫と異なり頭部の先端は尖っておらず、半円状となっている。体形は卵形で、全体に淡褐色で背面の中央には1対の暗色の条紋がある。触角や歩脚は比較的短い。
体の模様がウズラに似ていることから和名がつけられた。

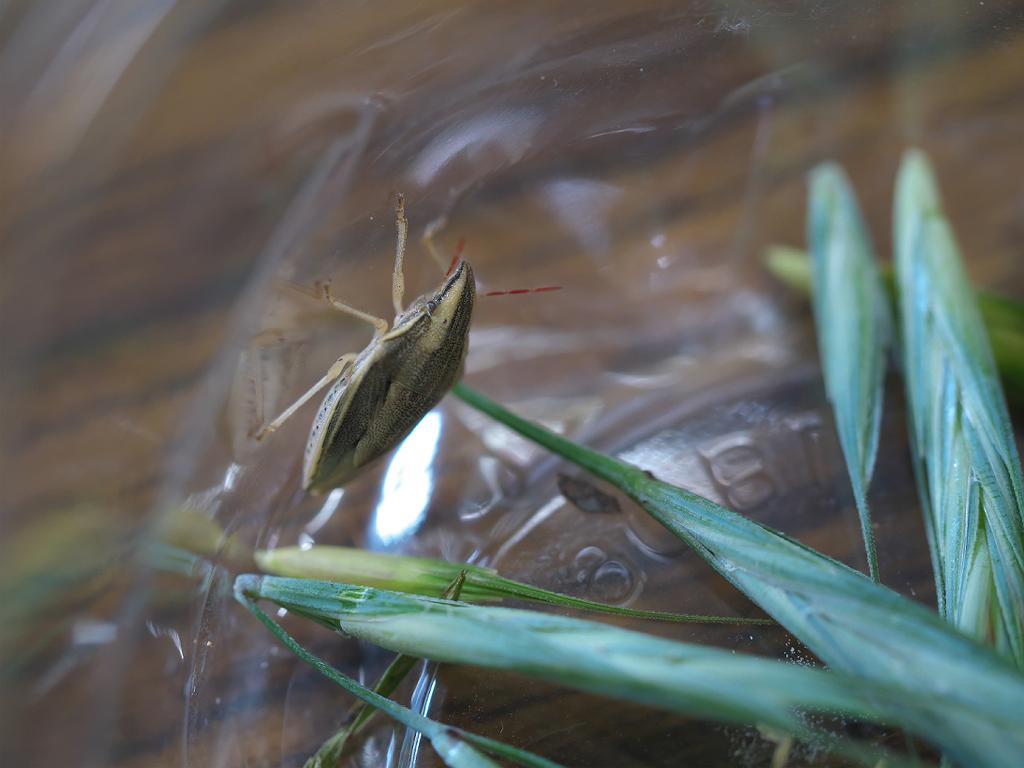
やや側面より 頭部先端が下向き

## 分布
日本では北海道、本州、四国、九州に分布し、国外では千島列島、朝鮮半島、中国、ロシア極東部から知られている。国内の分布に関しては、古くは石井他編(1950)に『本州に多く、九州ではきわめて希』との記述があり、伊藤他編著(1993)にも『本州の平地には多く、四国・九州では少ない』とある。

## 生態など
イネ科の雑草の茂る草地に多く、また穂の出た後の水田でも見ることがある。食草となる草本の繁茂する日当たりのよい草地に見られることが多い。
年2化性で、成虫は4～10月にかけて見ることが出来る。穂から吸汁する。カニツリグサ、スズメノチャヒキ、カモジグサ、ケカモジグサ、ススキ、エノコログサ、チガヤ、メヒシバなど多くのイネ科植物の種子を摂食する。産卵時には普通は12個の卵を2列に並べて産み付ける。越冬は幼虫で行い、イネ科草本の根元や落ち葉の下などで越冬する。

## 分類、類似種など
本種の属するウズラカメムシ属には日本には本種のみが知られており、その上のウズラカメムシ族 Tribe Aeliini にも本種だけしかいない。

## 利害
イネや麦、アワ、それにイネ科の牧草に害を与えることがある害虫であるが、被害は大きくならない。
イネの場合、主として成虫が登熟初期の種子の上部を加害し、その結果として玄米の上部が黒くなった斑点米を発生させることがあるが、その発生率は低い。本種はイネに被害を出す例はあるものの、もともとイネへの依存度が低く、斑点米を作る能力もごく低い。
麦の場合、成虫、幼虫共に登熟前期の種子を吸汁するが、被害程度は大きくなく、また発生数も多くはならないので防除の対象とされることはほとんどない。